# 레마멜구

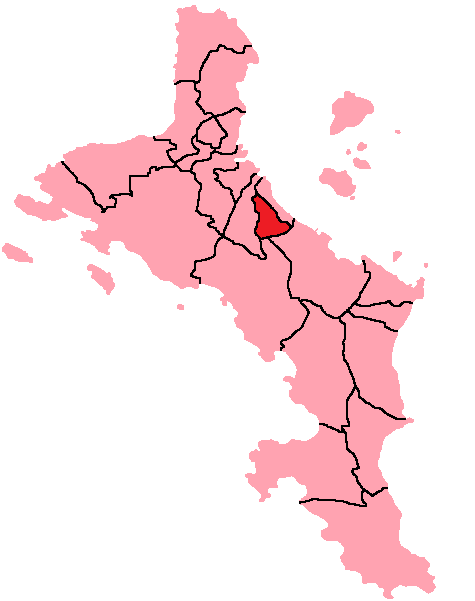
레마멜구의 위치

레마멜구(프랑스어: Les Mamelles)는 세이셸을 구성하는 25개 구 가운데 하나로 마에섬에 위치한다. 면적은 4.2km2, 인구는 2,352명(2002년 기준)이다.